# Hendrik Anthony Kramers
Hendrik Anthony Kramers "Hans" Kramers (Rotterdam, 17 dicembre 1894 – 24 aprile 1952) è stato un fisico olandese che lavorò con Niels Bohr per capire come le onde elettromagnetiche interagiscono con la materia e ha dato importanti contributi alla meccanica quantistica e alla fisica statistica.

## Biografia
Figlio di Hendrik Kramers, medico, e di Jeanne Susanne Breukelman, nel 1912 terminò l'istruzione secondaria a Rotterdam e studiò matematica e fisica all'Università di Leiden dove conseguì nel 1916 un dottorato; avrebbe voluto fare esperienza all'estero durante la sua ricerca di dottorato ma, a causa della prima guerra mondiale, non gli fu possibile raggiungere il suo supervisore, Max Born a Göttingen ma, grazie al fatto che, come i Paesi Bassi, anche la Danimarca era neutrale, decise allora di recarvisi e si presentò a Copenaghen all'allora relativamente sconosciuto Niels Bohr che lo assunse per un dottorato di ricerca. Sebbene abbia svolto la maggior parte della sua ricerca di dottorato sulle intensità delle transizioni atomiche a Copenaghen, ottenne il suo dottorato di ricerca sotto Ehrenfest a Leiden, l'8 maggio 1919.
Lavorò per quasi dieci anni nel gruppo di Bohr, diventando professore associato all'Università di Copenaghen; lasciò la Danimarca nel 1926 e tornò nei Paesi Bassi dove divenne professore ordinario di fisica teorica all'Università di Utrecht, dove supervisionò Tjalling Koopmans. Nel 1934 lasciò Utrecht e succedette a Paul Ehrenfest a Leiden; dal 1931 fino alla sua morte ricoprì anche un incarico presso l'Università tecnica di Delft. Kramers è stato uno dei fondatori del Mathematisch Centrum di Amsterdam.
Nel 1925, con Werner Heisenberg sviluppò la formula di dispersione Kramers-Heisenberg. È anche accreditato di aver introdotto nel 1948 il concetto di rinormalizzazione nella teoria quantistica dei campi, sebbene il suo approccio fosse non relativistico. È anche accreditato per le relazioni Kramers-Kronig con Ralph Kronig che sono equazioni matematiche che mettono in relazione parti reali e immaginarie di funzioni complesse vincolate dalla causalità. Si fa inoltre riferimento a un turnover di Kramers quando la velocità di attraversamento della barriera attivata termicamente in funzione dello smorzamento supera un massimo, subendo così una transizione tra i regimi di diffusione dell'energia e di diffusione spaziale.

## Famiglia
Il 25 ottobre 1920 si sposò con Anna Petersen. Ebbero tre figlie e un figlio.

## Riconoscimenti
Kramers divenne membro della Royal Netherlands Academy of Arts and Sciences nel 1929, fu costretto a dimettersi nel 1942, ma si unì nuovamente all'Accademia nel 1945. Kramers ha vinto la medaglia Lorentz nel 1947 e la medaglia Hughes nel 1951.
Il cratere lunare Kramers fu così denominato nel 1970 in suo onore.